# Operclipygus sinuatus
Operclipygus sinuatus  (лат.) — вид жуков-карапузиков из семейства Histeridae (Histerinae, Exosternini). Центральная Америка: Панама. Длина 1,90—2,15 мм, ширина 1,59—1,78 мм. Цвет красновато-коричневый. Пронотальный щит сдавленный посередине. В расположении отверстий антериальных пронотальных желёз наблюдается половой диморфизм (у самцов отверстия желёз сопряжены с поднятиями пронотальных бороздок, а у самок они открываются у переднего края пронотума). Фронтальные бороздки лба поперечные. Вид был впервые описан в 2013 году энтомологами Майклом Катерино (Michael S. Caterino) и Алексеем Тищечкиным (Santa Barbara Museum of Natural History, Санта-Барбара, США) и в ходе их ревизии рода Operclipygus включён в его состав и отнесён к видовой группе O. mirabilis group. Название дано по извилистому пути расположения отверстий пронотальных желёз у самцов на пронотальном щите.